# Heath Farwell
Heath Charles Farwell (Fontana, 31 dicembre 1981) è un ex giocatore di football americano e allenatore di football americano statunitense che ha giocato nel ruolo di linebacker nella National Football League (NFL) e dal 2016 svolge il ruolo di assistente allenatore degli special team dei Seattle Seahawks.

## Carriera

### Minnesota Vikings
Farwell firmò con i Minnesota Vikings come free agent non scelto nel draft NFL 2005 dopo avere giocato al college alla San Diego State University. Fu nominato miglior giocatore degli special team dei Vikings al termine della stagione 2006. Nella prima gara di pre-stagione dell'annata 2008 si ruppe un tendine del ginocchio e saltò l'intera annata.
Nella stagione 2010, Farwell fu convocato per il primo Pro Bowl della sua carriera in qualità di titolare degli special team della NFC. Il 3 settembre 2011 svincolato liberando 1,75 milioni di dollari di spazio nel salary cap.

### Seattle Seahawks
Il 19 ottobre 2011, Farwell firmò con i Seattle Seahawks. Nella sua prima stagione con la nuova franchigia totalizzò 21 tackle in 11 partite disputate, nessuna delle quali da titolare, guidando la speciale classifica dei tackle messi a segno dai giocatori degli special team in tutta la lega. Il 13 marzo 2012, primo giorno di apertura del mercato dei free agent, firmò un rinnovo contrattuale. Nella stagione 2012 disputò tutte le 16 partite, nessuna delle quali come titolare, mettendo a segno 20 tackle.
Nel 2013, Farwell mise a segno 16 tackle e un fumble forzato in 16 partite, coi Seahawks che terminarono col miglior record della NFC, 13-3, e nei playoff batterono New Orleans Saints e San Francisco 49ers. Il 2 febbraio 2014, nel Super Bowl XLVIII contro i Denver Broncos, Seattle dominò sin dall'inizio della gara, vincendo per 43-8. Farwell si laureò campione NFL mettendo a segno un tackle in una gara in cui la difesa di Seattle annullò l'attacco dei Broncos che nella stagione regolare aveva stabilito il record NFL per il maggior numero di punti segnati. Il 26 agosto 2014 fu inserito in lista infortunati, chiudendo di fatto la carriera da giocatore.
Il 16 agosto 2016 Farwell tornò ai Seahawks come assistente allenatore degli special team, di cui era stato per due anni il capitano.

## Palmarès

### Franchigia
- Super Bowl : 1

Seattle Seahawks: Super Bowl XLVIII
- National Football Conference Championship: 1

Seattle Seahawks: 2013, 2014

### Individuale
- Convocazioni al Pro Bowl: 1

2009